# Aleja Jana Pawła II w Bydgoszczy
Aleja Jana Pawła II – aleja w Bydgoszczy, łączy miasto z lotniskiem. Do 30 grudnia 2020 roku ulicą przebiegała droga krajowa nr 5 i droga krajowa nr 25.

## Przebieg
Aleja rozpoczyna się od Ronda Toruńskiego i biegnie drogą wojewódzką nr 239 od Wyżyn po granice miasta i okolice lotniska. 
Dawniej na odcinku od Ronda Toruńskiego do skrzyżowania z ul. Kujawską aleja nosiła nazwę Niziny, a dalszy jej odcinek był częścią ul. Kujawskiej.

## Komunikacja
Autobusy: 80, 99.

## Obiekty
Niedaleko al. Jana Pawła II znajdują się:
- budynek Hipermarketu Leroy Merlin
- Szpital Uniwersytecki nr 2 im. dr. Jana Biziela w Bydgoszczy
- Kościół Zielonoświątkowy w Bydgoszczy
- Kościół rektorski Ducha Świętego w Bydgoszczy
- Galeria Handlowa „Carrefour Glinki”
- Hala „Makro Cash and Carry”
- Port Lotniczy im. Ignacego Jana Paderewskiego

## Galeria

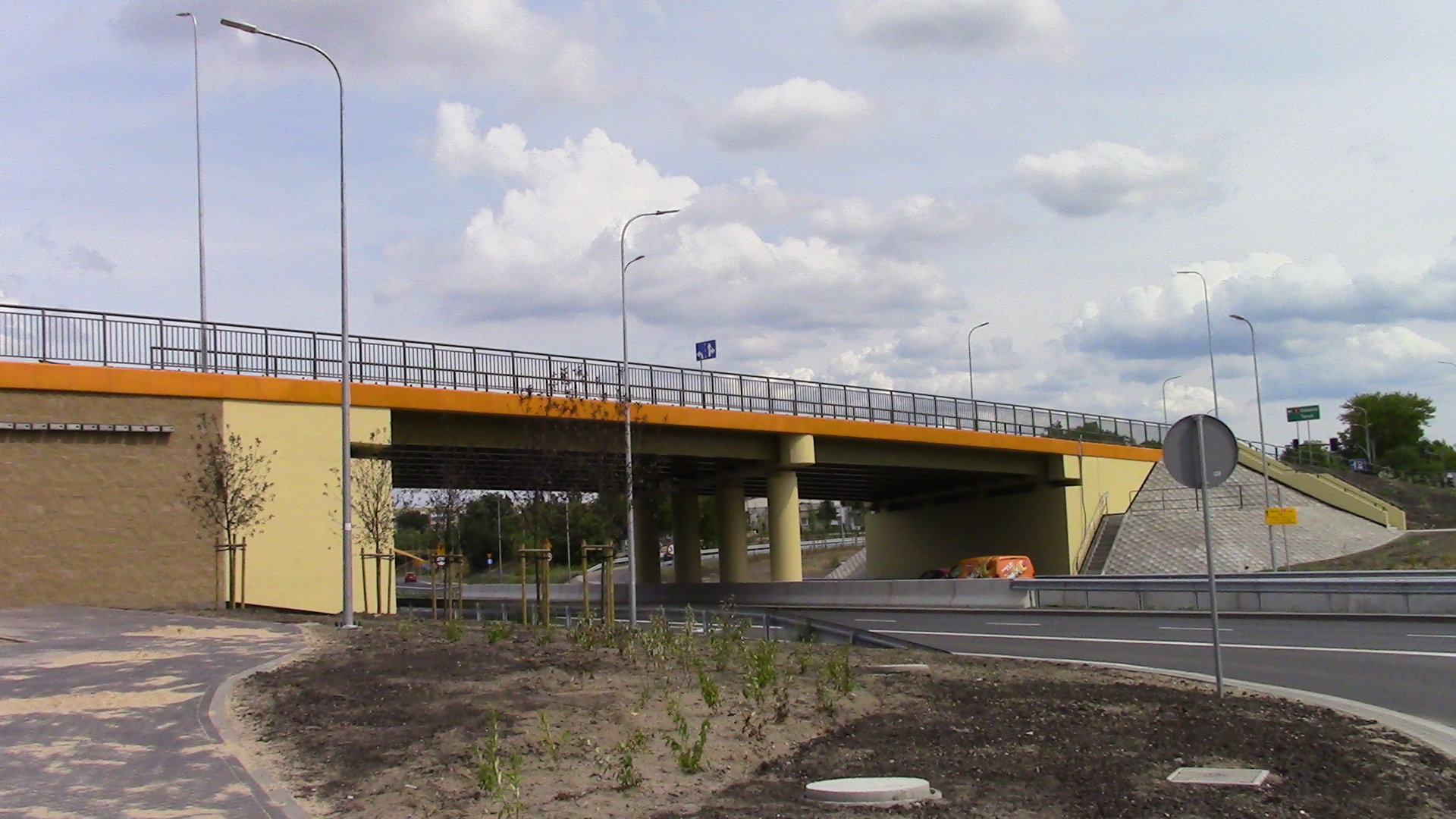
Nowy Wiadukt
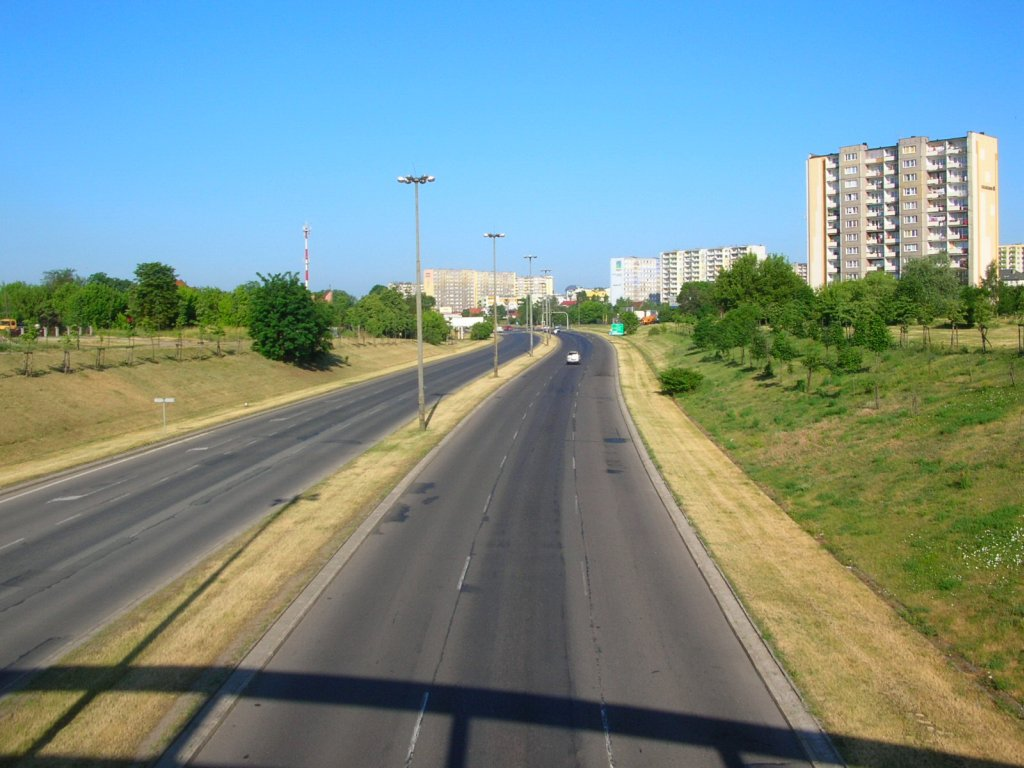
Widok z kładki dla pieszych (2005r.)
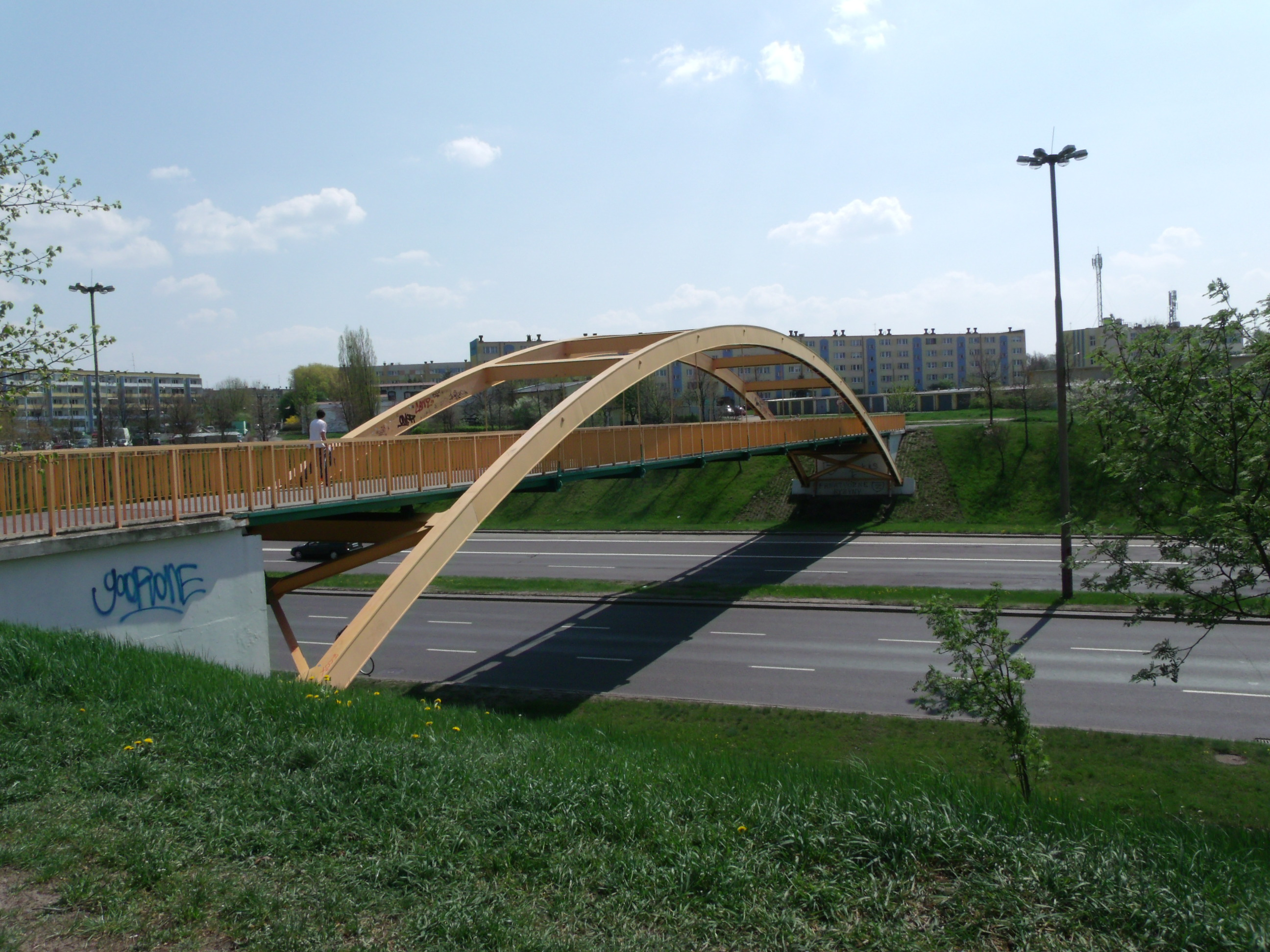
Kładka nad al. Jana Pawła II (2013r.)
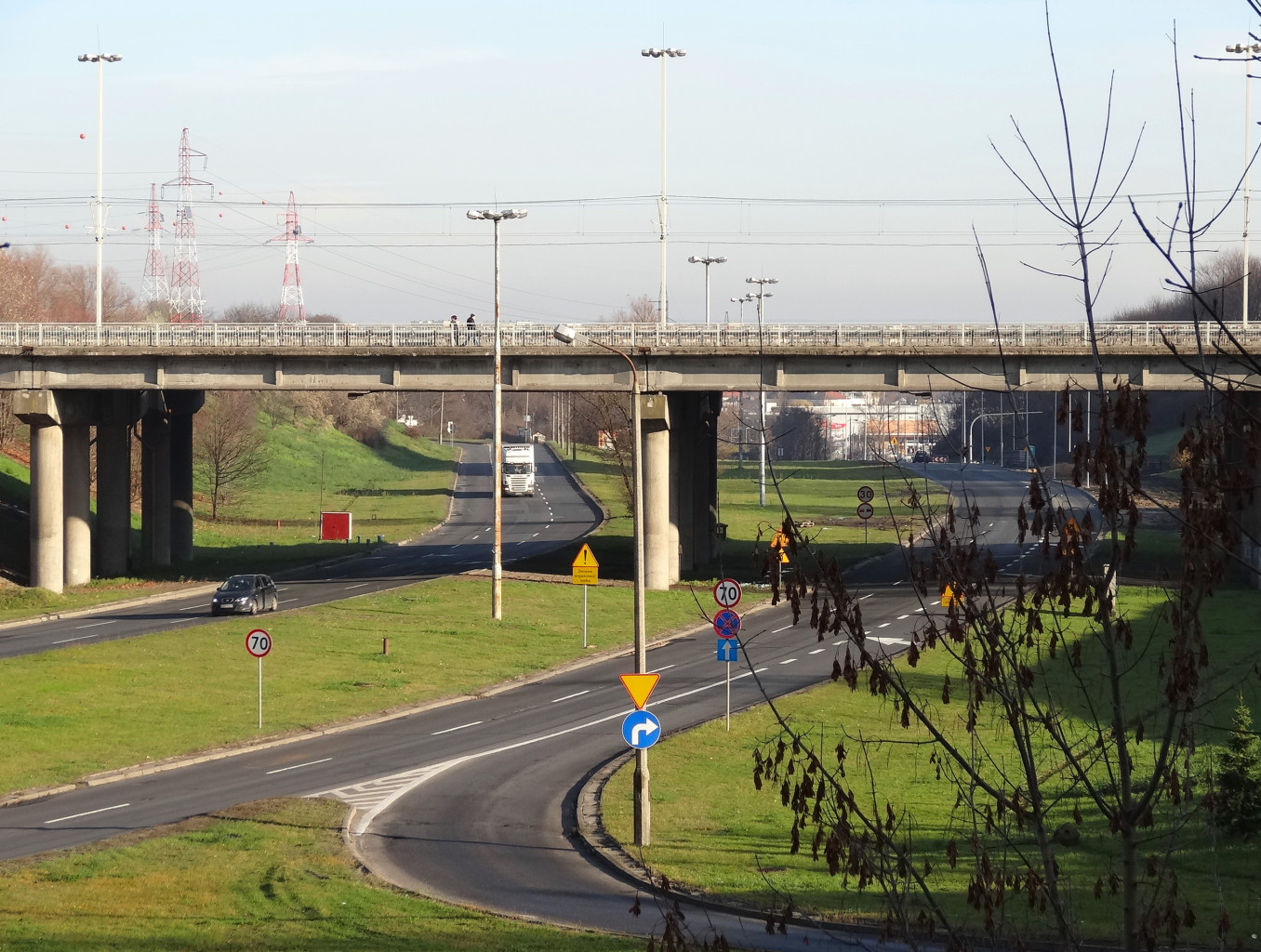
Wiadukt nad al. Jana Pawła II (2013r.)
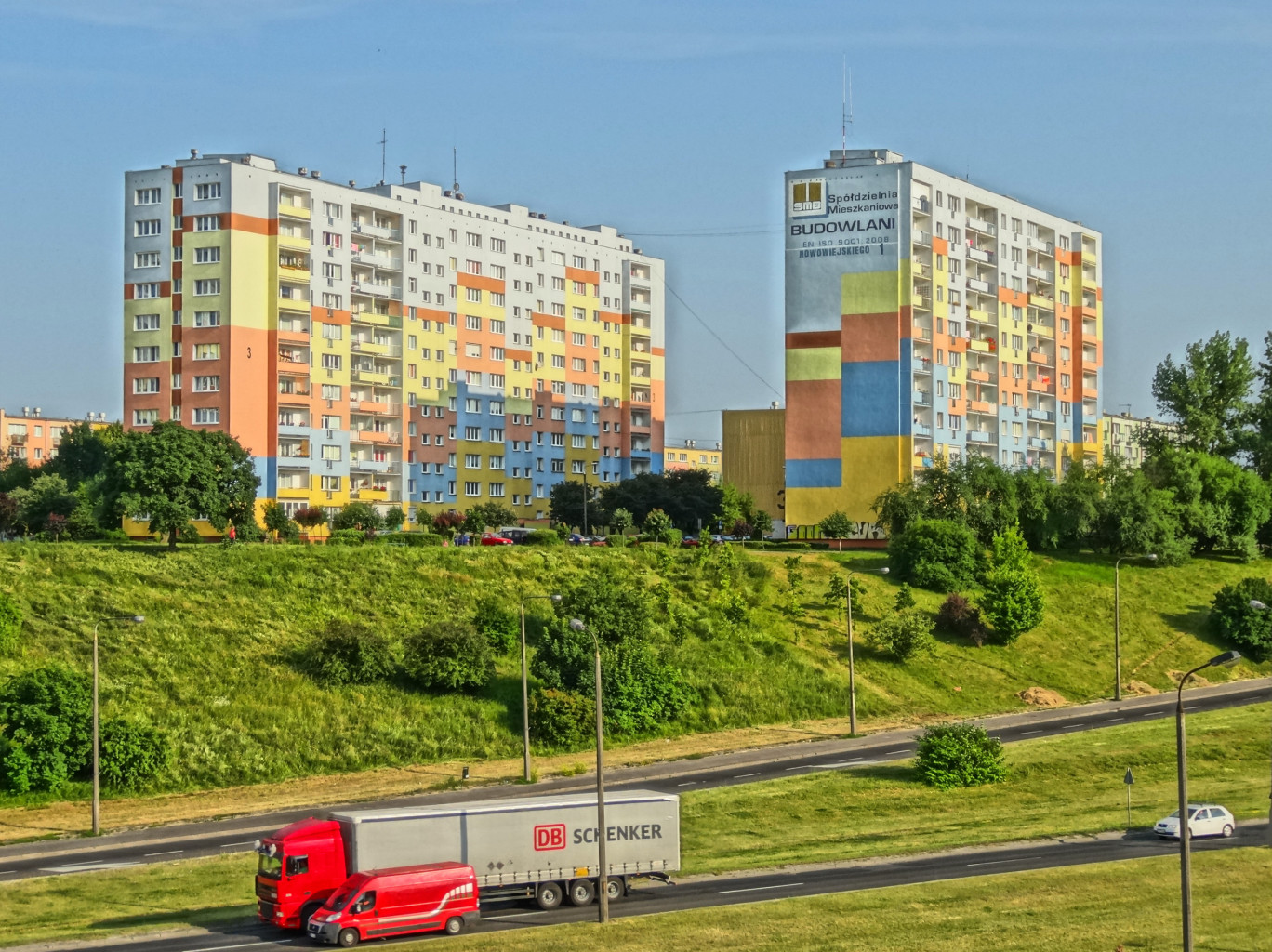
Z widokiem na osiedle Wyżyny
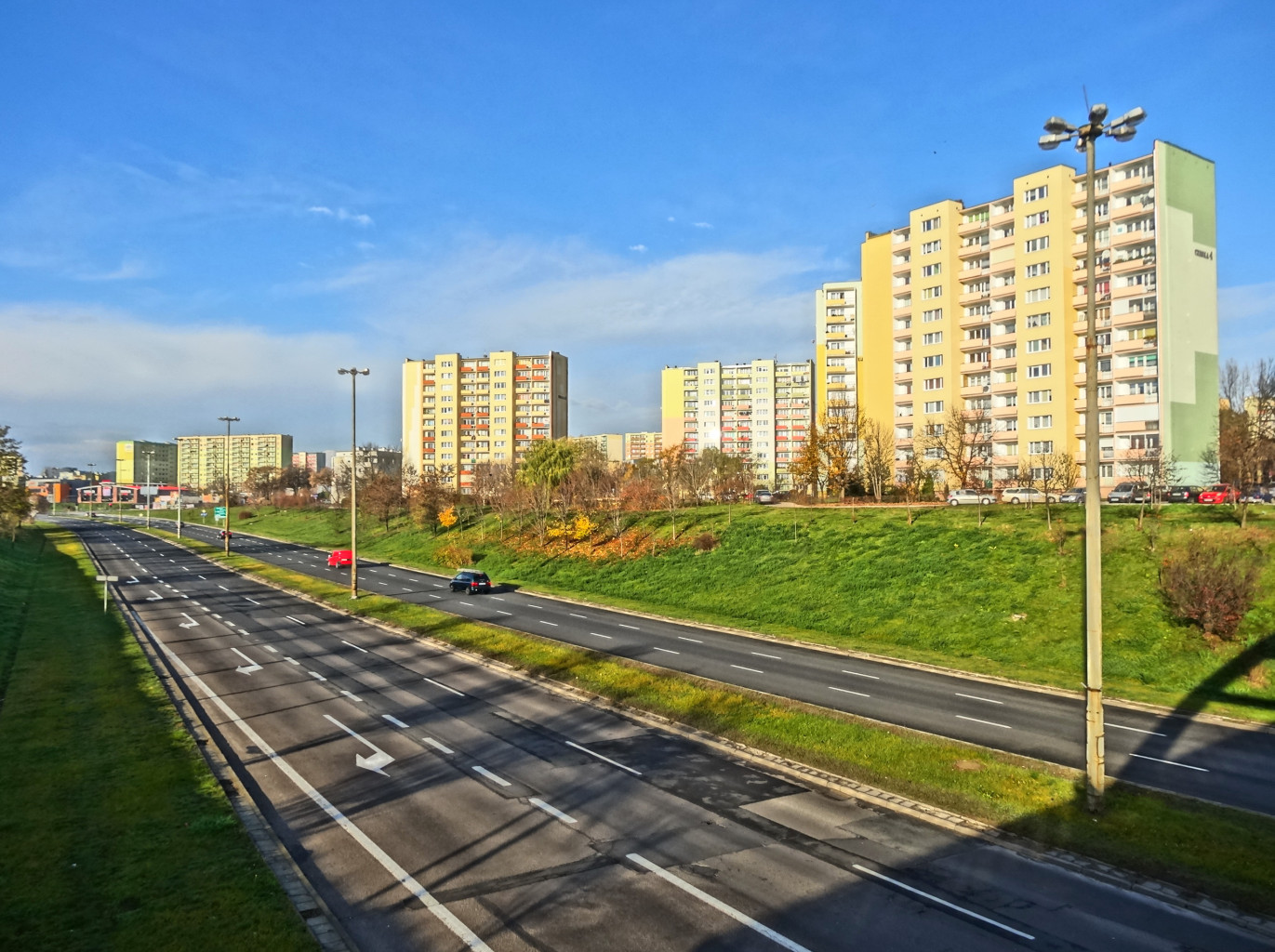
Z widokiem na osiedle Wzgórze Wolności
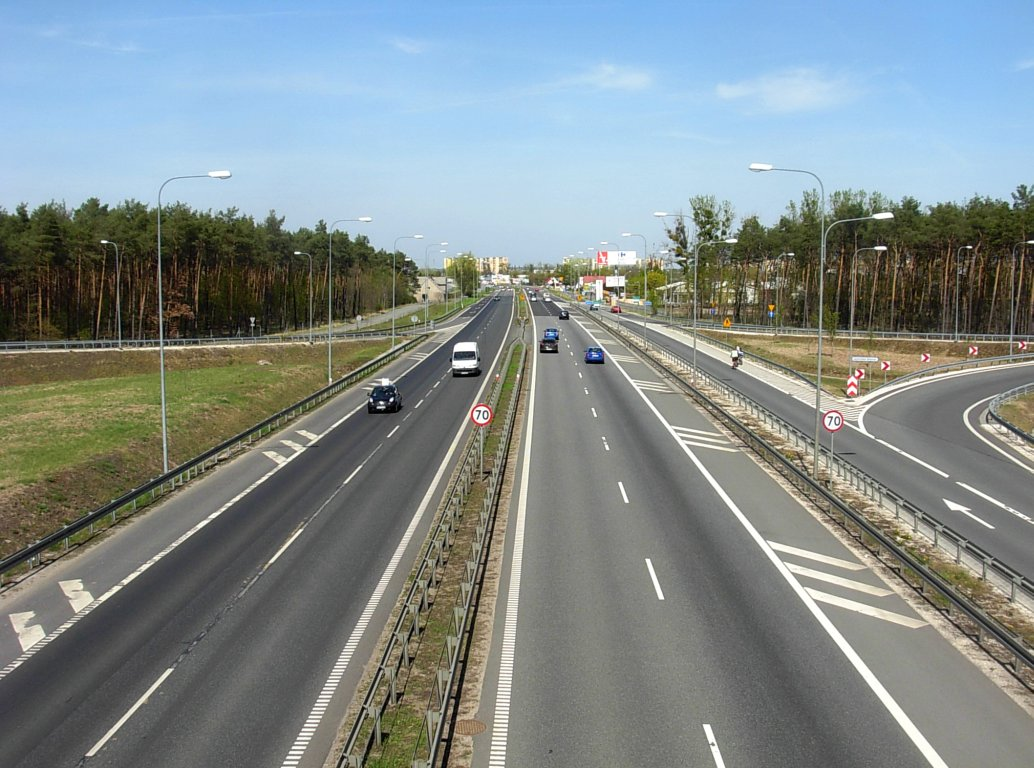
Wyjazd z Bydgoszczy na południe
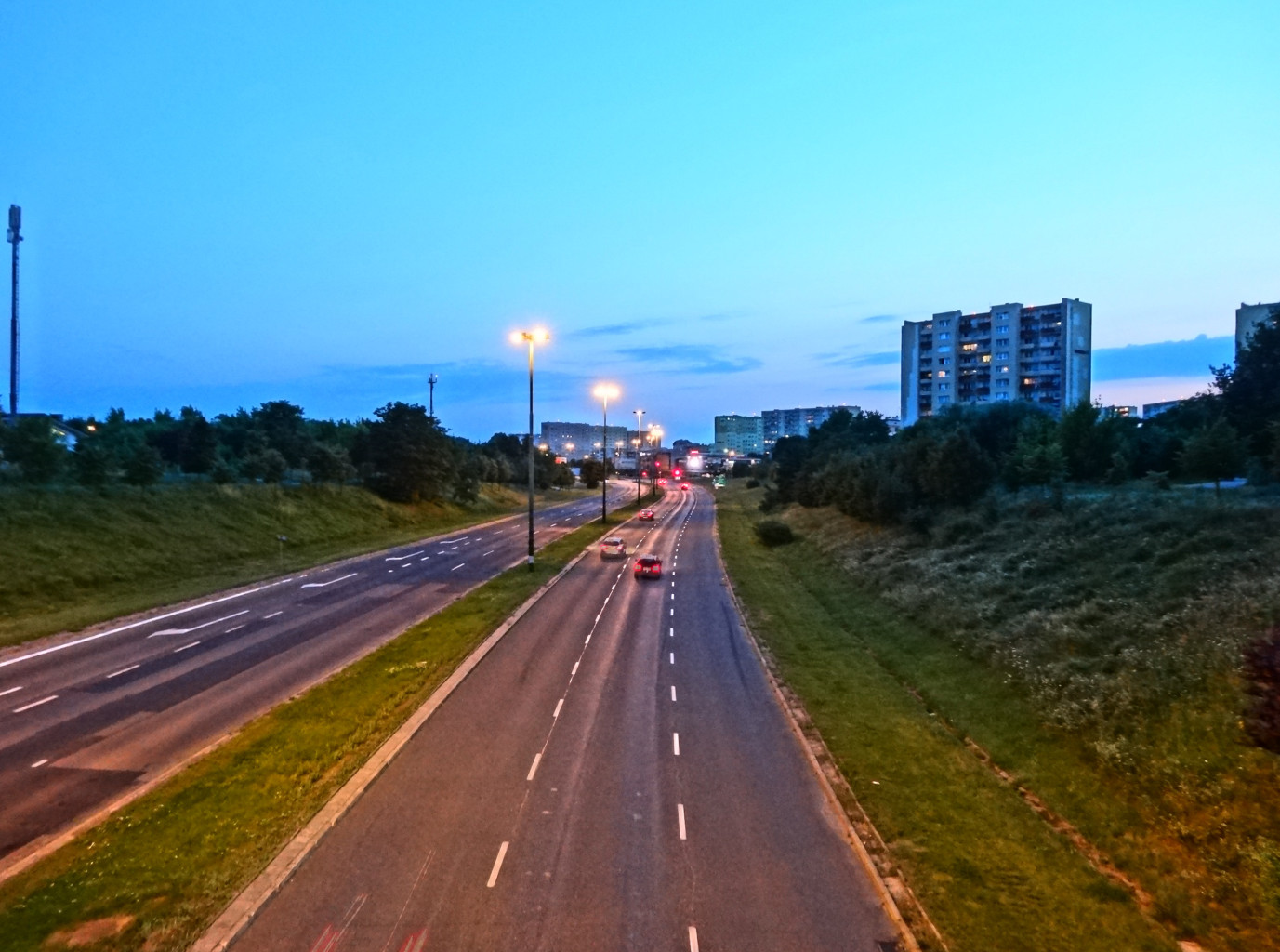
Wieczorem